# Hugo von Gahlen (Unternehmer, 1821)

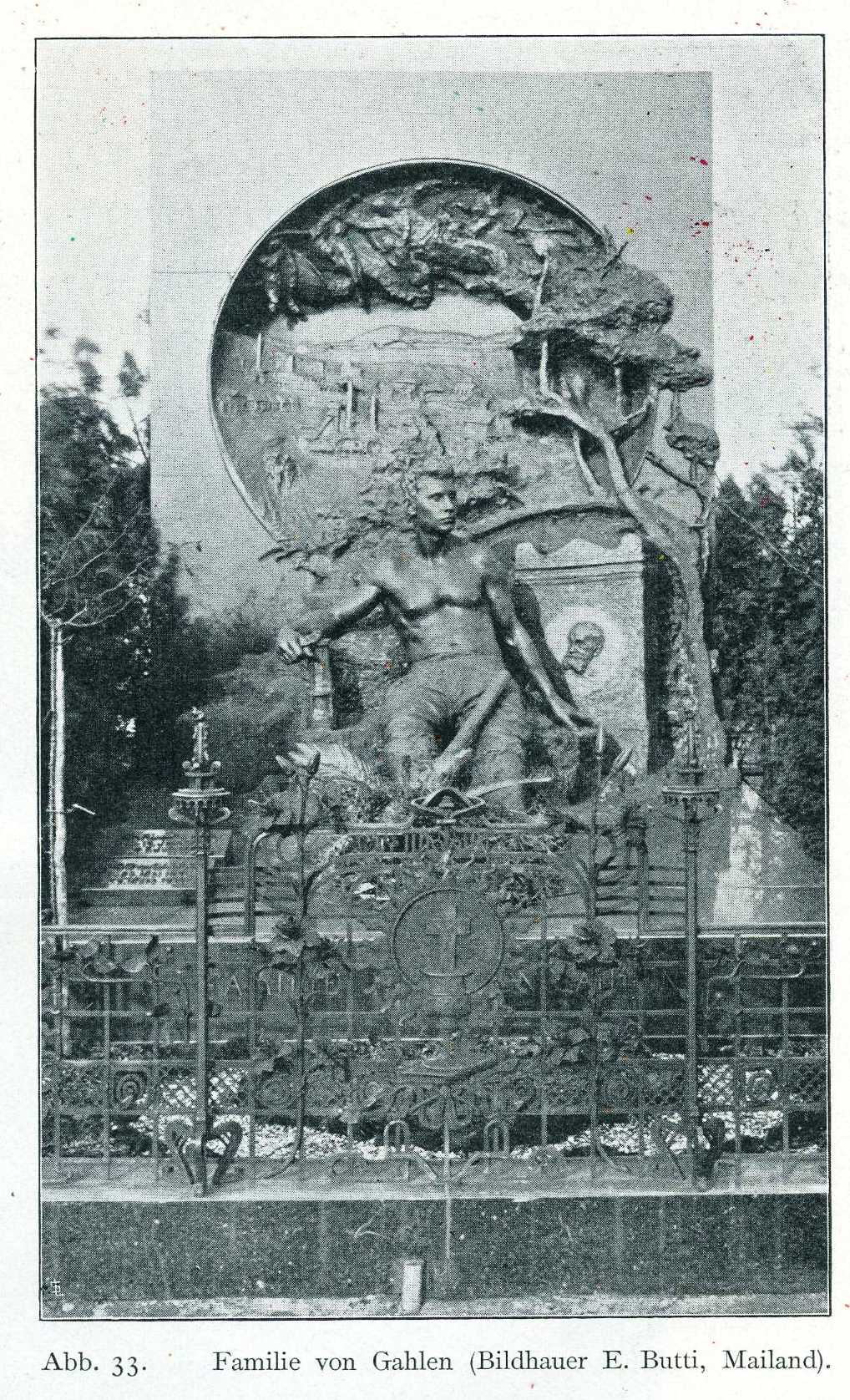
Grabmal der Familie von Gahlen (um 1900)

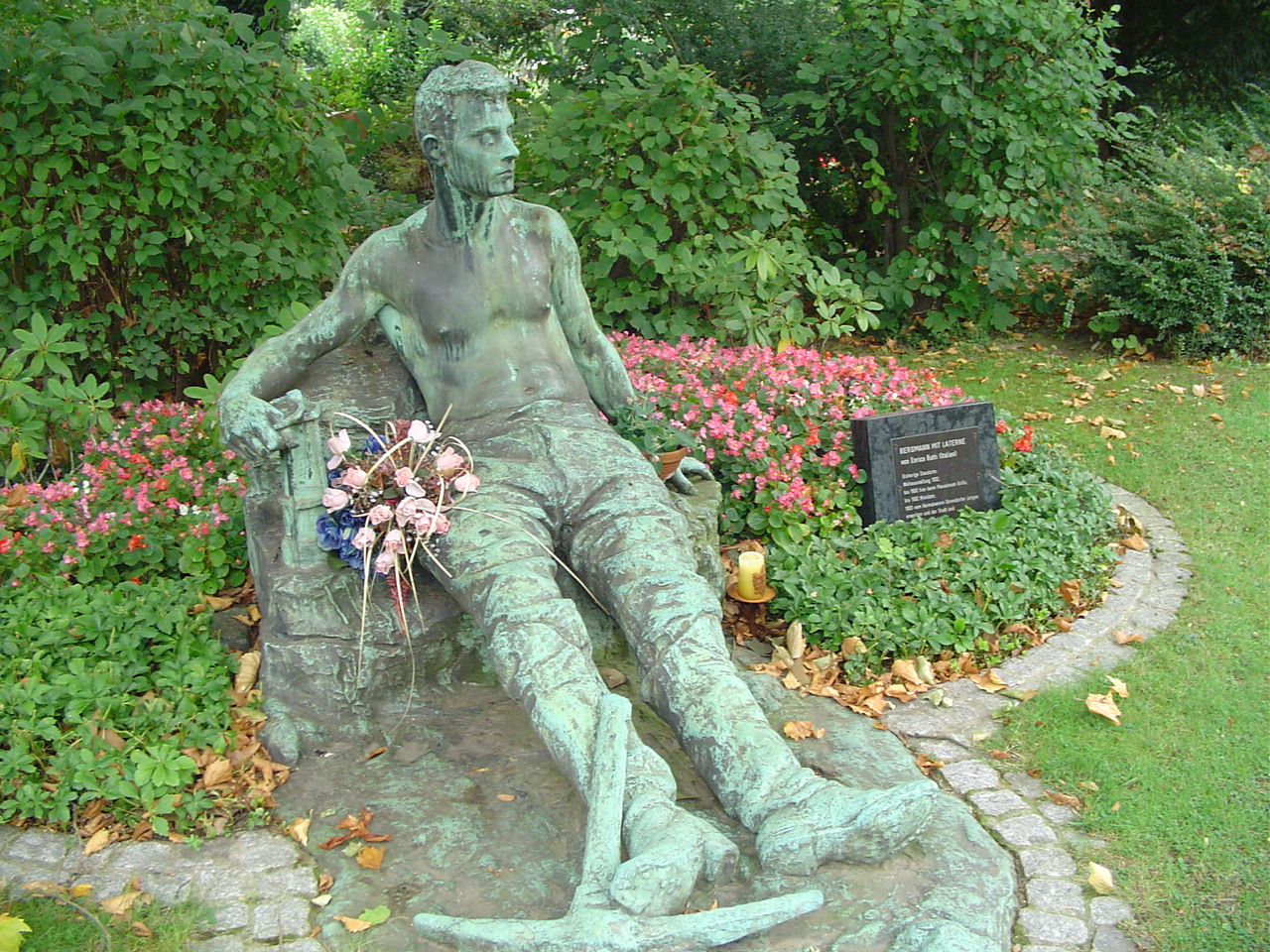
Bergmannsfigur des Grabmals (heutiger Zustand)

Hugo von Gahlen (* 24. Mai 1821 in Essen; † 8. März 1899 in Düsseldorf) war ein deutscher Unternehmer.
Er war verheiratet mit Pauline geb. Schorr (* 20. Januar 1833 in Strasserhof, Landkreis Solingen; † 15. Oktober 1916). Der einzige Sohn des Ehepaars trug ebenfalls den Vornamen Hugo.
Von Gahlen wird in verschiedenen Quellen als Bergwerksbesitzer bezeichnet, ohne dass über sein Engagement im Bergbau Einzelheiten berichtet werden. Ein Beleg dafür ist aber auch die Bergmanns-Skulptur auf dem Grabmal der Familie von Gahlen auf dem Düsseldorfer Nordfriedhof, die eine Kopie der 1888 entstandenen und mehrfach mit Preisen ausgezeichneten Skulptur Il minatore des italienischen Bildhauers Enrico Butti war. Die Figur ist der einzige erhalten gebliebene Teil des Grabmals und wurde nach mehrfachem Besitzerwechsel wieder auf dem Nordfriedhof aufgestellt.
Als Ende der 1870er Jahre die ursprünglichen Düsseldorfer Bahnhofsanlagen am heutigen Graf-Adolf-Platz dem gewachsenen Verkehrsaufkommen nicht mehr genügten, setzte sich die Interessengruppe der nördlichen und nordöstlichen Stadtteile für einen großen Bahnhofsneubau im Bereich Wehrhahn / östlicher Hofgarten ein, die entsprechende Petition an die preußische Regierung unterschrieb neben anderen einflussreichen Düsseldorfer Unternehmern und Bankiers auch Hugo von Gahlen.
Hugo von Gahlen unterstützte ebenso die Rheinisch-Westfälische Gewerbeausstellung von 1880 in Düsseldorf. Er gehörte zu den 14 Düsseldorfer Bürgern im 30-köpfigen Vorstand, außerdem war er Mitglied des Ausschusses für Geldangelegenheiten und Lotterien.